# The Peppermints
The Peppermints es un grupo de música femenino infantil de San Marino, formado por: Anita Simoncini, Arianna Ulivi, Greta Doveri, Rafaella Perniola y Sara Dall'Olio. Todas ellas son originarias de Italia salvo Anita Simoncini.
La televisión pública de San Marino, la SMRTV, con la ayuda del patrocinador Vocine Nuove di Castrocaro comenzó a realizar castings en busca de un representante para el Festival de la Canción de Eurovisión Junior 2014. Como resultado, surgió la idea de crear este grupo musical con estas cinco chicas que participaron en la fase de selección interna. La idea vino de Antonello Carozza, productor que se encarga de dirigirlas artísticamente en esta aventura. Cantarán la canción "Breaking my heart".
En 2016, Anita Simoncini, Greta Doveri, Rafaella Perniola y Sara Dall'Olio anunciaron que iban a disolverse y tomar rutas diferentes. Mientras que Arianna Ulivi continua en este grupo hasta que lo sustituyeron a Alixia Mistral y Sofía Casieri.
El grupo estuvo formado por cinco chicas. A continuación se realiza una breve descripción de cada una de ellas:

## Miembros

### Alixia Mistral
Nació en Galeata (Provincia de Forlì-Cesena, Italia). Ella asiste a la escuela de música con Arianna Ulivi. En junio de 2016, se unió a este grupo.

### Arianna Ulivi
Nació el 14 de octubre de 1999 en Galeata (Provincia de Forlì-Cesena, Italia). En diciembre de 2012 participó en el certamen Giovani Note en Fiera di Forlì. También participó en dos ediciones de Vocine Nuove di Castrocaro y en mayo de 2014 ganó el festival Classico'sgot talent en su instituto. En el año 2014 forma este grupo de música para representar a San Marino en el Festival de la Canción de Eurovisión Junior 2014.

### Sofía Casieri
Lo mismo que Alixia Mistral.

## Antiguos miembros

### Anita Simoncini
Nació el 14 de abril de 1999 en Montegiardino, San Marino. Su pasión es la música, aunque también le encanta el ballet y la danza contemporánea. Desde pequeña comenzó a cantar en el coro de San Marino. En el año 2014 se convierte en la primera persona originaria de San Marino en representar al país en el Festival de la Canción de Eurovisión Junior junto al resto de sus compañeras que componen el grupo.
El 27 de noviembre de 2014 fue elegida junto a Michele Perniola (representante de San Marino en la versión junior de 2013) para representar a San Marino en el Festival de la Canción de Eurovisión 2015 en Viena, convirtiéndose en la primera persona en participar consecutivamente en el festival junior y senior. Esto es posible debido a que cumple los 16 años (edad mínima para la versión senior) 1 mes antes del festival.

### Greta Doveri
Nació el 17 de mayo del año 2000 en Cascine di Buti, Pisa (Italia). Es la más pequeña del grupo pero también la que más experiencia tiene en el mundo de la música y la fama; ya que ha participado en el concurso de televisión Io canto de Canale 5 y ha ganado la selección nacional del pasado Festival de San Remo Junior. En 2014 representa a San Marino en el Festival de la Canción de Eurovisión Junior 2014 integrada dentro de esta banda de música.

### Rafaella Perniola
Nació el 8 de marzo del año 2000 en Palagiano (Taranto, Italia). Es hermana de Michele Perniola, que representó a San Marino en el Festival de la Canción de Eurovisión Junior 2013. Ella lo hará en 2014 integrada en esta banda de música. Es junto a Greta Doveri, la más pequeña de los integrantes del grupo, con un año menos que sus tres compañeras.

### Sara Dall'Olio
Nació el 29 de enero de 1999 en Cervia (Provincia de Rávena, Italia). Comenzó a cantar en público por diversión desde 2010. Dos años después comenzó a coleccionar premios y diplomas que iba ganando en diversos festivales de música, entre los que se pueden destacar La vela d'argento, Voci Nuove a Villafranca, La mUsica ci unisce, Io canto… e tu?, Targa vecchietta o L'isola della musica. En 2014 pasa a integrarse en este grupo musical para representar a San Marino en el Festival de la Canción de Eurovisión Junior 2014.